# Cratere Vili
Vili è un cratere sulla superficie di Callisto.